# استان گیتگا
استان گیتگا (به لاتین: Gitega Province) یک منطقهٔ مسکونی در بوروندی است که در بوروندی واقع شده‌است. استان گیتگا ۱٬۹۷۸٫۹۶ کیلومتر مربع مساحت و ۱٫۱Million نفر جمعیت دارد.